# Estátua de Viana

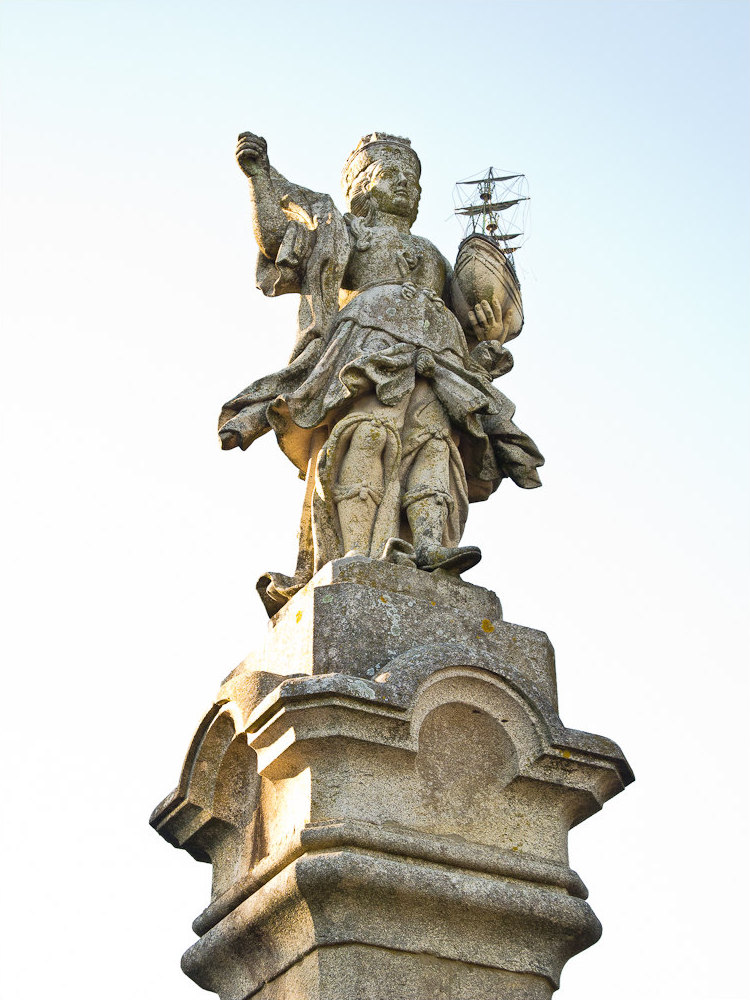
Die Viana mit einem Schiff in der Linken

Die Estátua de Viana ist eine Brunnenanlage in der portugiesischen Kreisstadt Viana do Castelo. Sie befindet sich im Zentrum einer Parkanlage am Ufer des Lima.

## Geschichte
Der Brunnen im Stil des Rokoko, 1774 durch den Conde de Bobadela in Auftrag gegeben, sollte an die glorreichen Zeiten der sich bereits im Niedergang befindlichen Handelsschifffahrt der Stadt erinnern.
Im Zentrum des Brunnens befindet sich auf einem Sockel Viana, die weibliche Symbolgestalt der Stadt, in wallendem Gewand und bekrönt mit einer Burg. Einer Königin der Meere gleich hält sie in der Rechten ein Zepter, mit der Linken eine Karavelle.
Umgeben ist sie von vier Büsten. Sie symbolisieren die Erdteile, die die Schiffe aus Viana erreicht hatten.

## Quelle
- Informationstafel vor Ort
- Historia de Viana do Castelo

Koordinaten: 41° 41′ 33,9″ N, 8° 49′ 32,8″ W